# 金果镇
金果镇，原名恰萨美其特乡，是中华人民共和国新疆维吾尔自治区喀什地区叶城县下辖的一个乡镇级行政单位。2022年6月10日撤乡设镇并改为现名。

## 行政区划
金果镇下辖以下地区：
巴什亚巴格村、欧吐拉亚巴格村、阿亚格亚巴格村、瓦合帕村、恰萨美其特村、阿亚格恰萨美其特村、喀尕贝格村、斯代吐维村、西格贝格村、杨提赛村和阿其玛村。